# Военна хидростроителна организация
Военната хидростроителна организация (ВХСО), позната още като Хидротехнически войски е военизирана строителна организация, съществувала от 1986 до 1990 г.

## История
Създадена е с решение № 669/8.04.1986 г. на Политбюро на ЦК на БКП и Постановление № 48/25.06.1986 г. на Министерския съвет, за изграждане на Хидротехническия комплекс „Никопол – Турну Мъгуреле“ в Белене. Започва да функционира от 1 август 1986 г. Състои се от Управление, щаб, строително производство към което има отдели „Оперативно-диспечерско управление“ и „Материално-техническо и тилово осигуряване“. Военнопощенският номер на организацията е 38510. В състава ѝ има 4 хидростроителни бригади. Закрита е през 1990 г. на основание Разпореждане № 11/8.03.1990 г. на Министерския съвет чрез което се снема отговорността на българската армия за хидромелиоративното строителство и на Заповед № 24/8.04.1990 г. на Министъра на народната отбрана. Наследник на организацията е СК „Водно стопанство“, която поема всички активи и пасиви, строителни обекти и задължения по сключените договори. Закрита е окончателно на 30 септември 1990 г. В Държавния военноисторически архив във Велико Търново има фонд на организацията под номер Ф. 2878 с два описа.

## Състав
- 1-ва хидростроителна бригада – Силистра – под. 46560
- 2-ра хидростроителна бригада – с. Гулянци – под. 34970 (1986 – 1990)
- 3-та хидростроителна бригада – с. Гложене – под. 42320 (1986 – 1990)
- 4-та хидростроителна бригада – Михайловград – под. 42690

## Началници
- генерал-лейтенант Кузман Кузов (1986 – 1990)

### Заместник-командири
- генерал-майор Ромео Петков
- генерал-майор Никола Паунов

## Началници на щаба
- генерал-майор Янко Янкулов (1986 – 1988)